# Nenad Srećković
Nenad Srećković (in serbo Ненад Срећковић?; Gornji Milanovac, 11 aprile 1988) è un calciatore serbo, centrocampista svincolato.

## Palmarès

### Competizioni nazionali
- Coppa di Slovenia: 1

Koper: 2014-2015
- Coppa di Bosnia ed Erzegovina: 1

Radnik Bijeljina: 2015-2016